# Soest (Nederland)

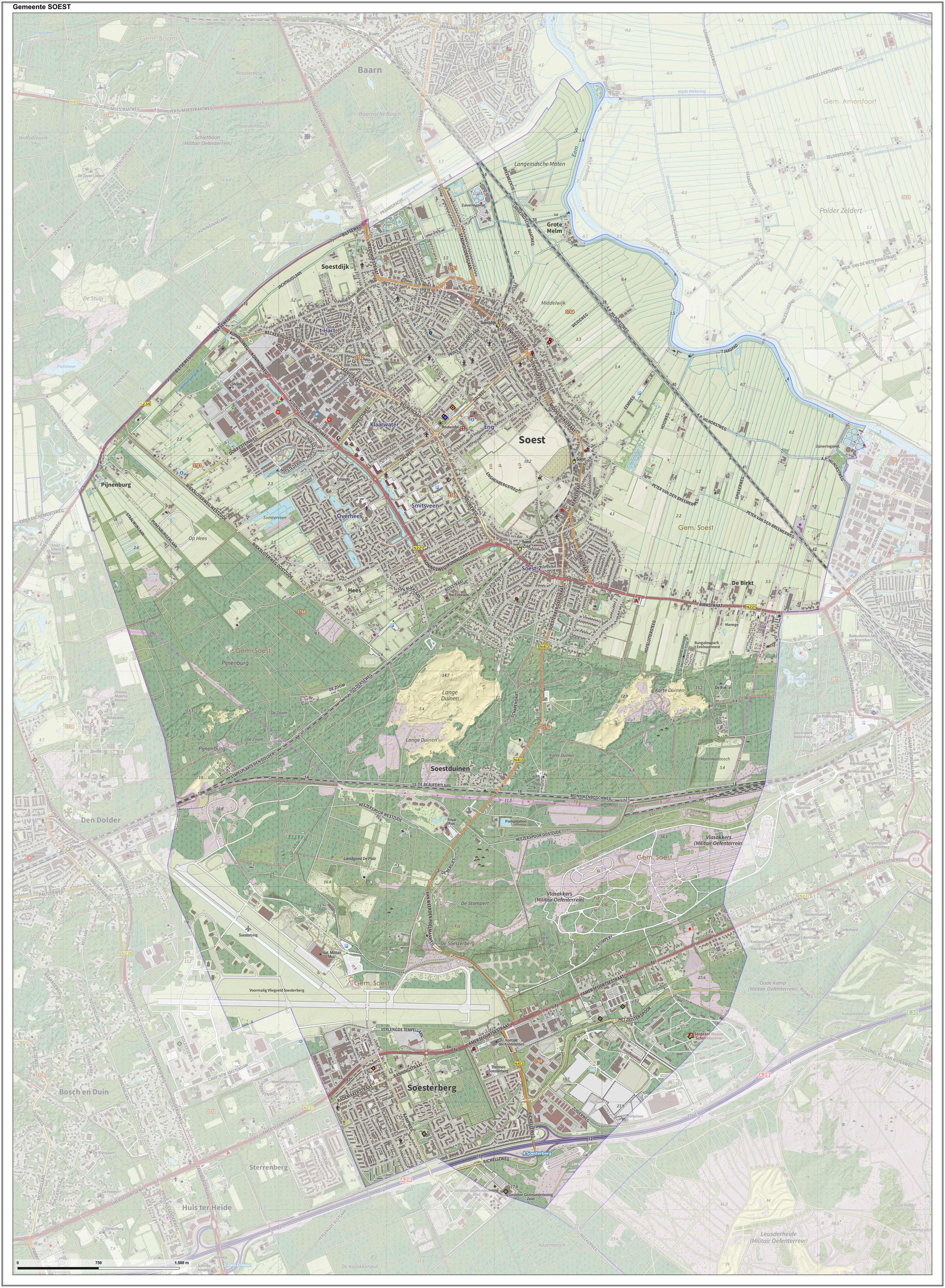
Topografische gemeentekaart van Soest, september 2022

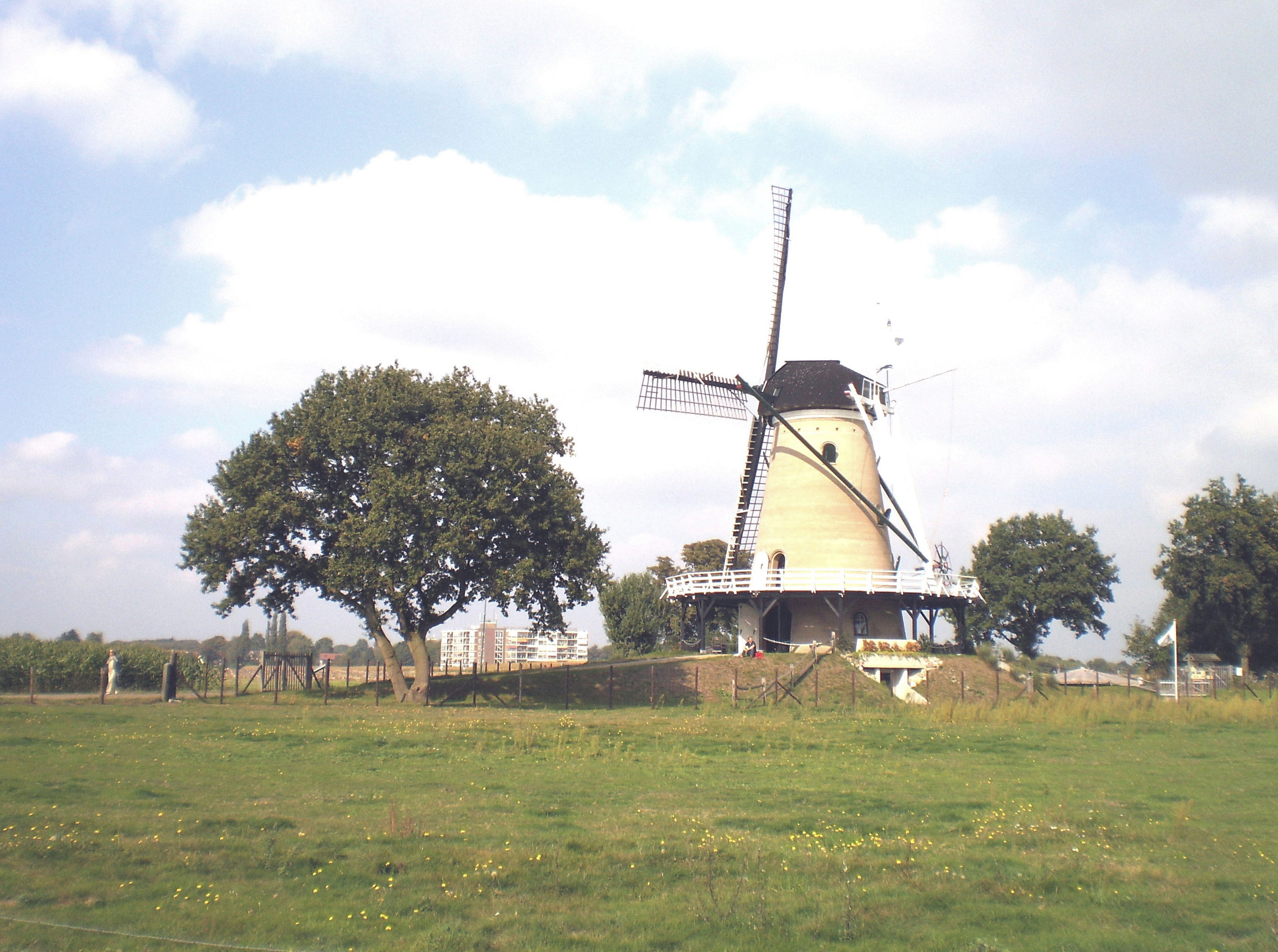
Molen De Windhond

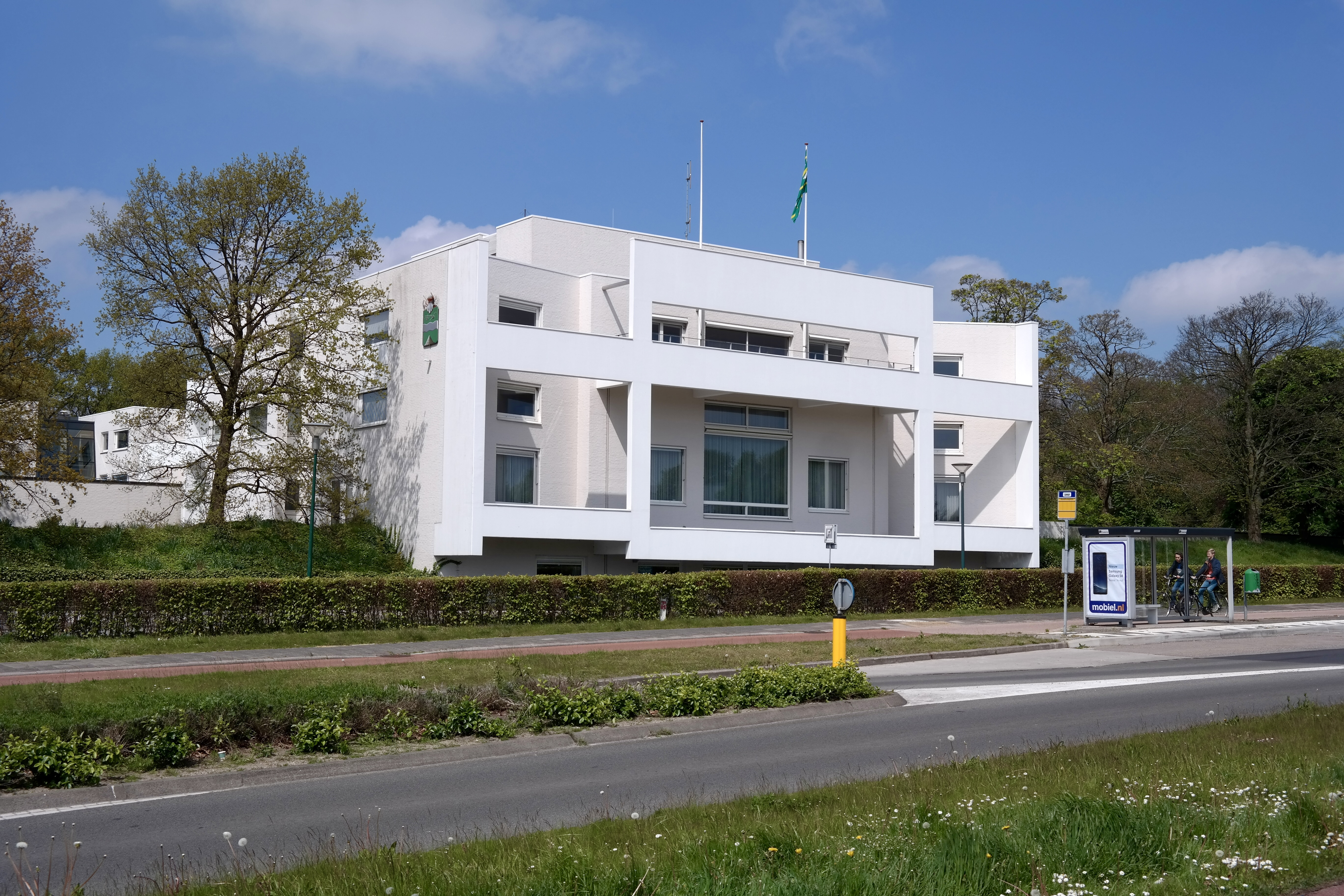
Gemeentehuis van Soest, mei 2017

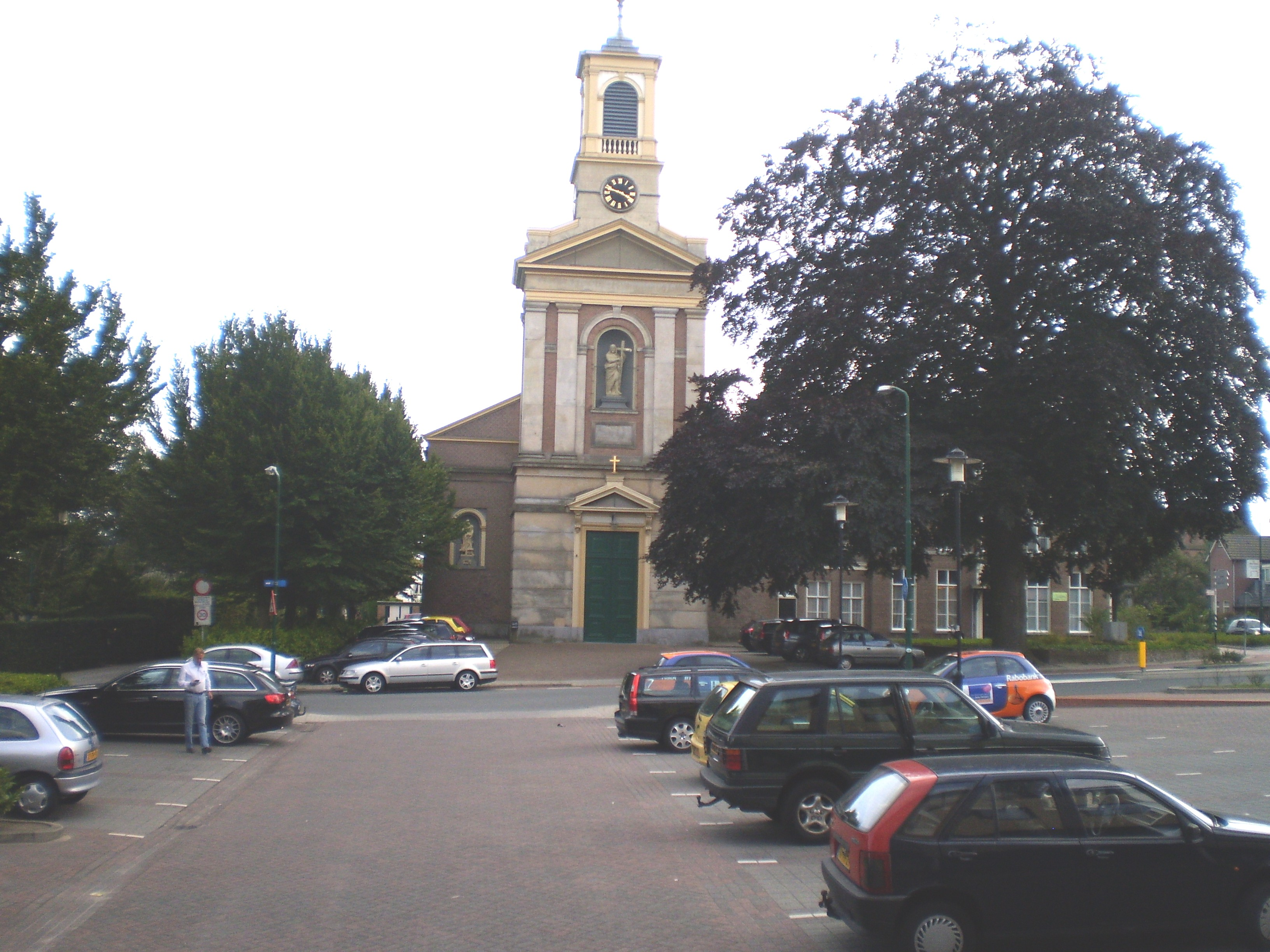
RK-kerk

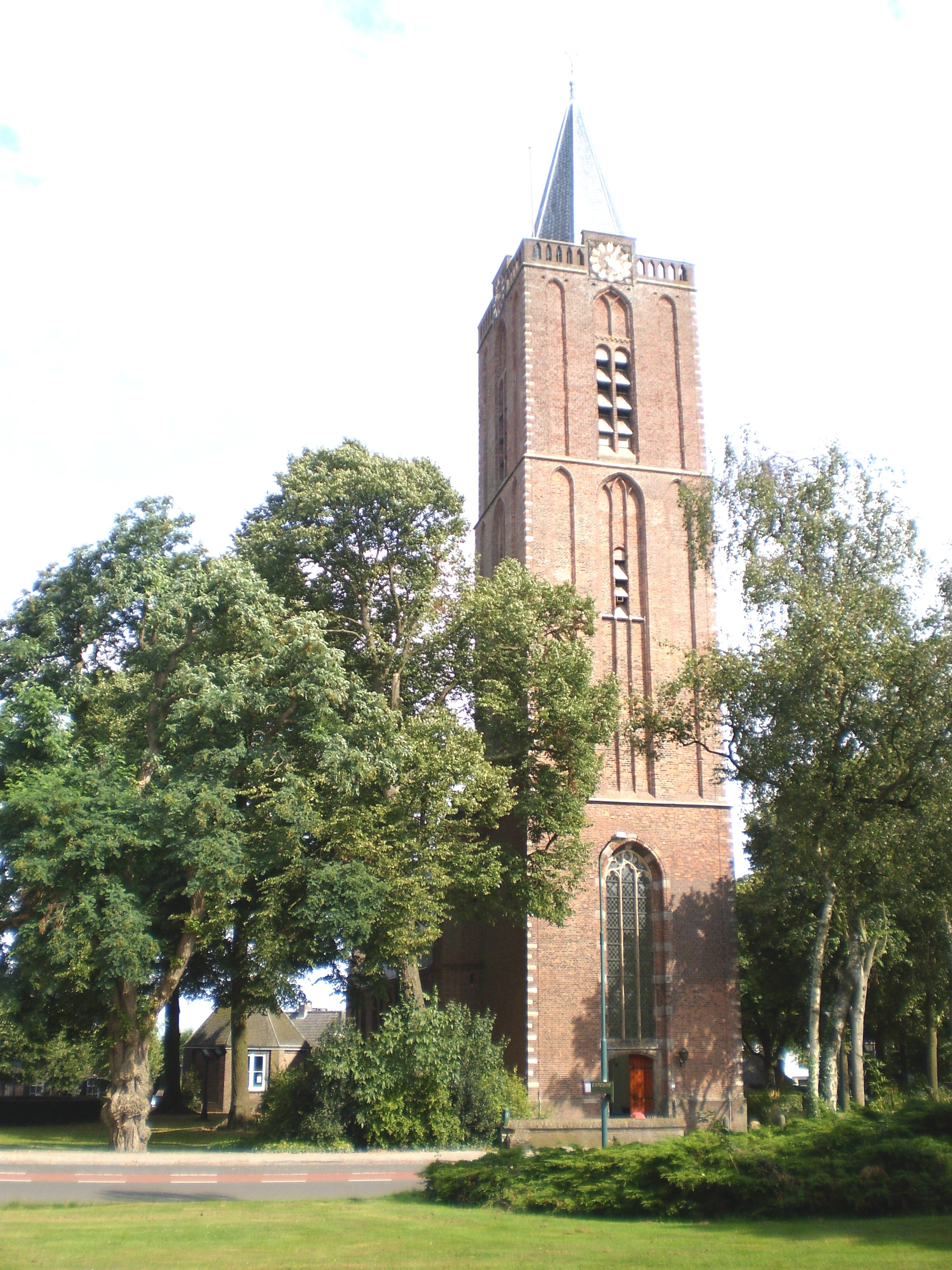
Grote kerk in het oude deel

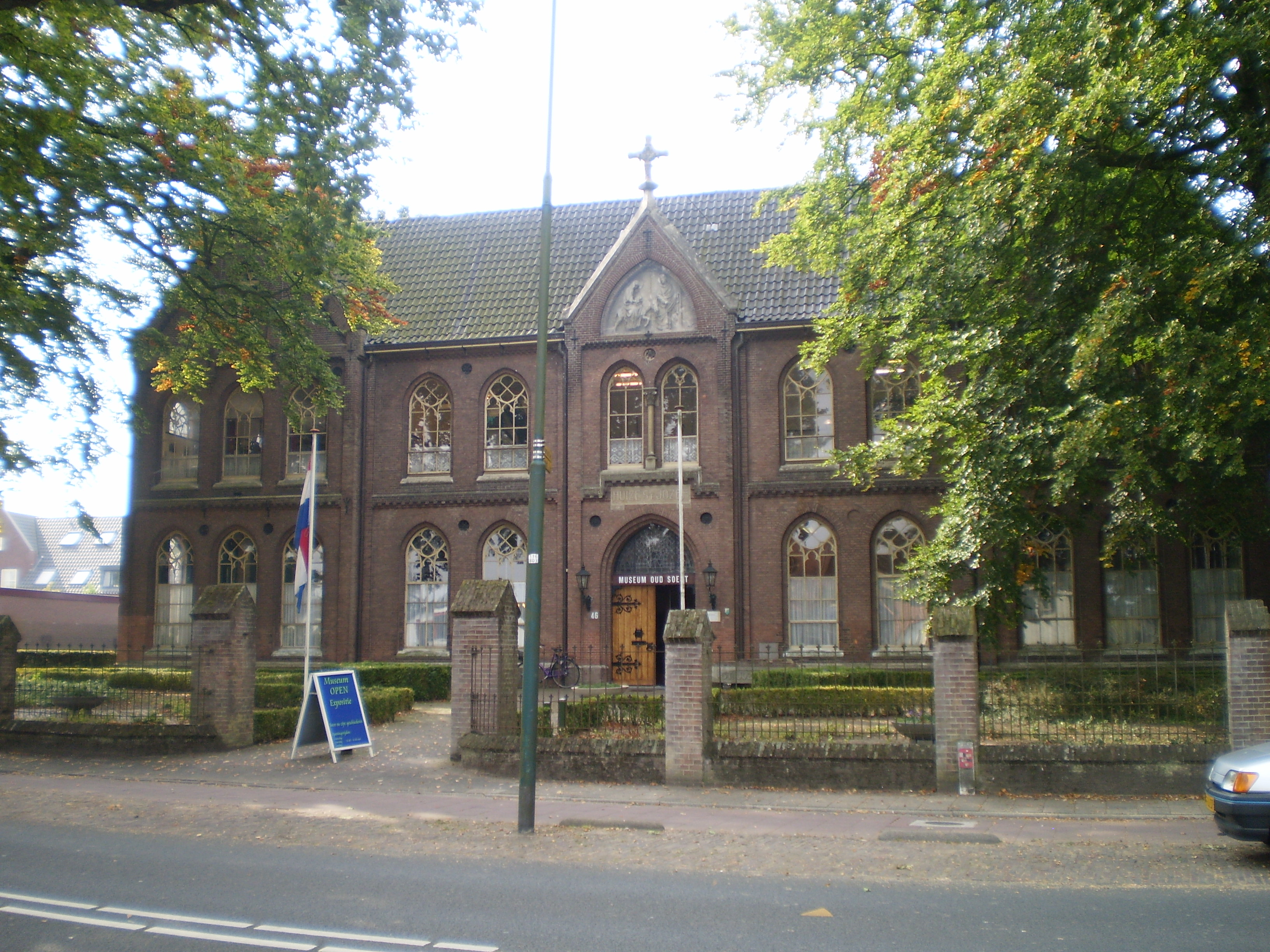
Museum Soest

Soest (uitspraakⓘ) is een plaats en gemeente in de Nederlandse provincie Utrecht. De gemeente telt 47.682 inwoners (22 november 2024, bron: CBS) en heeft een oppervlakte van 46,43 km². Soest, Soesterberg en buurtschap Soestduinen zijn de kernen in deze gemeente, die verder rijk is aan duinen, bossen, heide en weilanden, grotendeels gebruikt als oefenterrein voor het Nederlands leger. De gemeente heeft een partnerschap met het gelijknamige Soest in Westfalen, Duitsland.

## Kernen, wijken en straten
- Boerenstreek
- De Eng Soest Midden
- ’t Hart Soestdijk
- Klaarwater
- Overhees
- Smitsveen
- Soestduinen
- Soesterberg
- Soest-Zuid

## Herkomst van de naam Soest
De naam Soest, vroeger gespeld Zoys, Soyse, Suysen of Sose zou mogelijk 'bron op de grens van hoge en lage grond' betekenen, of een nederzetting aan 'zijde-oost' aanduiden, omdat het aan de oostzijde van de Soester Eng ligt. Dit laatste is niet meer dan volksetymologie.

## Geschiedenis van Soest
De oudste sporen van (tijdelijke) bewoning rond Soest zijn teruggevonden in de Soester Duinen. Omstreeks 11.000 voor Christus werd de streek door jagersgroepen bevolkt. De vondsten bestonden uit enkele stenen werktuigjes uit 8000 voor Christus. Begin 2014 werd bekend dat op het oude korfbalveld aan de Staringlaan een bivakplaats met vuursteenresten en haardplaatsen was aangetroffen. Het Centrum voor Archeologie dateerde de vondst op Midden-Steentijd.
Uit de late prehistorie kent Soest een groot aantal grafheuvels, waaronder één op de Engh en een aantal bij De Stompert en De Vlasakkers. Deze grafheuvels dateren uit de periode Laat-Neolithicum tot en met Vroege IJzertijd. Bewoningssporen uit de late prehistorie zijn in Soest tot op heden niet gevonden.
De eerste vermelding van het dorp Soest dateert uit 1028, maar in 2004 vierde het dorp zijn 975-jarig bestaan. Soest ontstond als een kolonie uit het dichtbijgelegen Amersfoort. De eerste boeren vestigden zich op de zuidoosthelling van de Engh, een uitloper van de Utrechtse Heuvelrug. Zo waren ze beschermd tegen de Zuiderzee, die regelmatig de Eempolder overstroomde. De Engh werd ontgonnen en bemest, zodat deze geschikt werd voor akkerbouw. In de polder graasde het vee. De kolonie groeide uit tot een klein boerendorp. Ten westen, achter de Engh, lag de buurtschap Heze, die ouder dan Soest was. Heze verdween echter doordat de zandverstuivingen, waar de tegenwoordige Soester Duinen een restant van zijn, aan de wandel gingen en de buurtschap in de 15e eeuw begroeven. De naam Heze leeft nu nog voort in de wijken Overhees en Hees.
Soest was regelmatig het strijdtoneel van militaire gebeurtenissen. Al in 1278 vond op de Engh een veldslag plaats tussen Holland en Utrecht. Ook in 1356 vond er een kleine veldslag bij Soest plaats, tussen een Hollands en Stichts leger.
Door de stichting van het klooster Mariënburg in 1470 werd Soest belangrijker en op 26 september 1472 verkreeg Soest schepenrecht. Maar al aan het begin van de 16e eeuw werd Soest geplunderd en platgebrand door de troepen van Maarten van Rossum. De nonnen werden verkracht en van het klooster resteerde niets dan puin. In de 17e eeuw ontstonden Zoestdyck en 't Hart. Zoestdyck ontstond aan de weg die langs het Soesterveen gelegen was, deze opgehoogde (dijk) doorgaande weg richting Baarn gaf de buurtschap haar naam. 't Hart was een buurtschap die bestond uit schapenhouders en turfstekers. Turfsteken gebeurde overigens al in de 14e eeuw in het Soesterveen, maar intensiveerde in de loop van de 17e eeuw. De turf werd met boten, de zogenaamde pramen, over de Praamgracht naar de Eem vervoerd.
In 1650 liet Cornelis de Graeff, een toenmalige burgemeester van Amsterdam een buitenverblijf bouwen langs de Zoestdyck, de Hofstede aen Zoestdijck, het huidige Paleis Soestdijk, dat in het Baarnse gedeelte van Soestdijk ligt. In 1674 liet Willem III van Oranje het verbouwen tot jachtslot. Soestdijk werd nu een dorp met een aantal grote buitens, net als Baarn, terwijl Soest zelf een boerendorp bleef. Soestdijk was rond 1890 een dorp waar de elite uit voornamelijk Amsterdam neerstreek. Zo waren er veel privéhuizen, maar ook verschillende hotels. De welgestelden kwamen naar Soestdijk vanwege de schone lucht en de mooie natuur.
In 1895 ging de Soester Paardentram rijden en in 1898 werd Soest met de Stichtse Lijn aangesloten op het spoorwegennet. Rond 1900 had Soest nog maar 4700 inwoners. Pas rond 1920 groeiden Soestdijk en Soest aan elkaar. In de jaren dertig groeiden ook Soest-Zuid en de buurtschap Soestduinen, met de bouw van vaak grotere villa's. In 1945 telde Soest 16.000 inwoners.
In de jaren zestig werd het dorp verder 'gemoderniseerd'. Dat hield in dat een aantal buitens gesloopt werd, zodat de oppervlakte van de tuinen extra ruimte opleverde voor woningbouw en omdat het onderhoud van de villa's simpelweg te kostbaar was geworden. De hoofdstraat van Soestdijk onderging een metamorfose. De statige herenhuizen maakten plaats voor winkels en sociale woningbouw. Het dorp was hierdoor minder aantrekkelijk geworden en stuk voor stuk sloten de hotels en pensions hun deuren. Bekende hotels waren Hotel Trier, Hotel Eemland en het Oranjehotel. Hotel Trier stond schuin tegenover het Paleis. Het hotel kwam in 1960 leeg te staan, waarna de jeugd uit Baarn en Soestdijk zich er vestigde. Dat leidde er uiteindelijk toe dat het hotel werd gesloopt.
In de jaren daarna breidde Soest zich verder uit, met de wijken Klaarwater en Smitsveen in de jaren zeventig en Overhees in de jaren tachtig. De meest recente uitbreiding is de Boerenstreek, waar vanaf 1997 in vier etappes gebouwd werd. Het dorp Soest had tot 1996 ook een ziekenhuis genaamd Zonnegloren; dit ziekenhuis is overgegaan in het Meander Medisch Centrum.
Soest telt nu circa 45.500 inwoners.

## Gemeenteraad
De gemeenteraad van Soest telt 29 zetels. Hieronder de behaalde zetels per partij bij de gemeenteraadsverkiezingen sinds 1982:
| Gemeenteraadszetels              | Gemeenteraadszetels | Gemeenteraadszetels | Gemeenteraadszetels | Gemeenteraadszetels | Gemeenteraadszetels | Gemeenteraadszetels | Gemeenteraadszetels | Gemeenteraadszetels | Gemeenteraadszetels | Gemeenteraadszetels | Gemeenteraadszetels |
| Partij                           | 1982                | 1986                | 1990                | 1994                | 1998                | 2002                | 2006                | 2010                | 2014                | 2018                | 2022                |
| -------------------------------- | ------------------- | ------------------- | ------------------- | ------------------- | ------------------- | ------------------- | ------------------- | ------------------- | ------------------- | ------------------- | ------------------- |
| Soest2002                        | -                   | -                   | -                   | -                   | -                   | 4                   | 7                   | 5                   | 4                   | 3                   | 5                   |
| Gemeentebelangen Groen Soest     | -                   | -                   | 4                   | 3                   | 5                   | 6                   | 5                   | 6                   | 3                   | 6                   | 5                   |
| VVD                              | 11                  | 6                   | 6                   | 7                   | 8                   | 6                   | 5                   | 4                   | 4                   | 5                   | 5                   |
| GroenLinks                       | -                   | -                   | -                   | 2                   | 2                   | 2                   | 2                   | 2                   | 2                   | 2                   | 3                   |
| Partij Ons SOESTerberg           | -                   | -                   | -                   | -                   | -                   | -                   | -                   | -                   | -                   | 1                   | 3                   |
| PvdA                             | 4                   | 3                   | 3                   | 3                   | 3                   | 2                   | 5                   | 3                   | 2                   | 2                   | 2                   |
| D66                              | 1                   | 3                   | 3                   | 2                   | 1                   | 1                   | -                   | 3                   | 5                   | 3                   | 2                   |
| ChristenUnie-SGP                 | 1                   | 1                   | 1                   | 1                   | 2                   | 1                   | 1                   | 1                   | 2                   | 2                   | 2                   |
| CDA                              | 9                   | 8                   | 8                   | 6                   | 6                   | 5                   | 4                   | 4                   | 4                   | 2                   | 1                   |
| Burgerbelangen Soest-Soesterberg | -                   | -                   | -                   | -                   | -                   | -                   | -                   | -                   | 1                   | 1                   | 1                   |
| Democraten Soest Natuurlijk      | -                   | -                   | -                   | -                   | -                   | -                   | -                   | -                   | 1                   | 1                   | -                   |
| Lokaal Anders Soest              | -                   | -                   | -                   | -                   | -                   | -                   | -                   | -                   | 1                   | 1                   | -                   |
| Leefbaar Soest                   | -                   | -                   | -                   | -                   | -                   | -                   | -                   | 1                   | -                   | -                   | -                   |
| BAM                              | -                   | -                   | -                   | 3                   | -                   | -                   | -                   | -                   | -                   | -                   | -                   |
| Progressief Soest                | 1                   | 2                   | 2                   | -                   | -                   | -                   | -                   | -                   | -                   | -                   | -                   |
| Totaal                           | 27                  | 27                  | 27                  | 27                  | 27                  | 27                  | 29                  | 29                  | 29                  | 29                  | 29                  |

## Bezienswaardigheden
- In Soest, bij Park Vredehof/Vredehofstraat, stond de dikste mammoetboom van de provincie Utrecht. Deze is in 2017 bij een storm geveld.[7]
- Op de Soester Engh is stellingkorenmolen De Windhond herbouwd en op 10 mei 2008 in gebruik genomen.[8]
- Van oorsprong eind-13e-eeuwse Petrus en Pauluskerk, sinds de bouw van de R.K. Petrus en Pauluskerk in 1853, Oude Kerk genaamd. Kreeg zijn huidige uiterlijk grotendeels in de 15e eeuw. Is fraai gelegen in de karakteristieke Kerkebuurt.
- R.K. Petrus en Pauluskerk, Waterstaatskerk uit 1852. Alleen de markante neoklassieke toren is nog origineel. Het schip is in de jaren 60 van de twintigste eeuw gemoderniseerd. Het interieur bevat nog wel originele 19e-eeuwse details.
- De Hervormde Emmakerk uit 1930 is in zakelijk expressionistische stijl ontworpen door architect P. Beekman.
- Soester Duinen; Lange en Korte Duinen, grootste stuifduingebied van de Utrechtse Heuvelrug.
- Het nationaal rusthuis voor oude paarden en pony's, Stichting De Paardenkamp, gelegen aan de Birkstraat. Een rusthuis met meer dan 100 paarden, dat geheel bestaat door giften en gaven van donateurs. Tevens de eigenaar van boerderij Het Gagelgat uit 1712, een van de oudste langhuisboerderijen uit de streek (Rijksmonument) en bekend van het SBS6-programma Het Mooiste Pand van Nederland.
- Huize St. Jozef, voormalig klooster uit 1868, waarin Museum Soest is gevestigd.

### Monumenten
In de plaats en de gemeente Soest zijn verschillende rijksmonumenten, ongeveer 200 gemeentelijke monumenten en enkele oorlogsmonumenten.

### Beschermde dorpsgezichten
Naast de monumenten kent Soest de volgende beschermde dorpsgezichten:
- De Kerkebuurt
- De Soester Eng
- De Birkt
- De Paltz e.o.
- Landgoed Pijnenburg / Op Hees
- De Grote Melm
- Gebied Kostverloren
- Egghermonde/het Cenakel

## Sport
Er zijn vier voetbalverenigingen: SEC, VV Hees, SO Soest en VVZ '49. Soesterberg heeft een eigen voetbalclub genaamd VV 't Vliegdorp. Verder vindt in Soest elk jaar op oudejaarsdag (31 december) de Sylvestercross plaats, een hardloopwedstrijd. Dit is tevens de laatste loop van het kalenderjaar.
Daarnaast kent Soest drie tennisverenigingen: Tennisvereniging Soest-Zuid, LTC Soestdijk en de Toss Tennis & Padel. Er is ook een hockeyclub genaamd MHC Soest, een handbalclub genaamd BDC en een soft- en honkbalvereniging de Knickerbockers. ook is er een turnvereniging genaamd De springbokken. 
Uit Soest komen drie inwoners die een medaille hebben gewonnen op de Paralympische Spelen: Robin Ammerlaan vergaarde bij het rolstoeltennis drie soorten eremetaal (waarvan twee keer goud en èèn keer zilver), Marijke Roest won in Sydney 2000 zilver met de dames zitvolleybalploeg en Nico van der Brugt won tijdens de Paralympische Zomerspelen 2024 een bronzen medaille tijdens de PTS3 triatlon. 

## Aangrenzende gemeenten
| Aangrenzende gemeenten | Aangrenzende gemeenten | Aangrenzende gemeenten | Aangrenzende gemeenten | Aangrenzende gemeenten |
| ---------------------- | ---------------------- | ---------------------- | ---------------------- | ---------------------- |
| Baarn                  |                        |                        |                        | Bunschoten             |
|                        |                        |                        |                        |                        |
|                        | Amersfoort             |                        |                        |                        |
|                        |                        |                        |                        |                        |
| Zeist                  |                        |                        |                        | Leusden                |

## Trivia
- De Nederlandse koning of koningin voert de titel Heer (respectievelijk Vrouwe) van Soest, Baarn en Ter Eem.

- Soest komt voor in het vierde couplet van het lied Juffrouw Nifterink van Robert Long (tekst van Simon Carmiggelt): Ze werkte heel haar leven bij de post; Waar ze - blijmoedig - iets sorteren moest; In de vakanties ging zij altijd naar Soest; In zo'n pension, waar het zo weinig kost.[10]